# 铬酸钡
铬酸钡是一种无机化合物，化学式为BaCrO4。是难溶于水的黄色固体。

## 化学性质
铬酸钡和硫酸氢钠反应，生成重铬酸钠：
2 BaCrO4 + 2 NaHSO4 → 2 BaSO4 + Na2Cr2O7 + H2O
和碳酸钠反应，生成碳酸钡：
BaCrO4 + Na2CO3 → BaCO3 + Na2CrO4
铬酸钡是一种氧化剂，可以和还原剂（如碘化钾）反应：
2 BaCrO4 + 6 KI + 16 HCl → 2 BaCl2 + 2 CrCl3 + 6 KCl + 3 I2 + 8 H2O